# Didymella gloiopeltidis
Didymella gloiopeltidis är en svampart som först beskrevs av Miyabe & Tokida, och fick sitt nu gällande namn av Kohlm. & E. Kohlm. 1979. Didymella gloiopeltidis ingår i släktet Didymella, ordningen Pleosporales, klassen Dothideomycetes, divisionen sporsäcksvampar och riket svampar.   Inga underarter finns listade i Catalogue of Life.